# 李成芳 (中將)
李成芳（1914年4月28日—1984年1月23日），男，湖北麻城人，中国人民解放军中将。1955年获二级八一勋章、一级独立自由勋章、一级解放勋章。